# 몬테네그로 증권거래소
몬테네그로 증권거래소(BSSE, BCPB, 몬테네그로어: Montenegroberza AD)는 몬테네그로 포드고리차에 소재한 증권거래소이다. 

## 같이 보기
- 몬테네그로의 경제